# تدرج سرعة الصوت
تدرج سرعة الصوت في الصوتيات، يكون التدرج في سرعة الصوت هو معدل تغيير سرعة الصوت مع المسافة، على سبيل المثال العمق في المحيط، أو الارتفاع في الغلاف الجوي للأرض يؤدي تدرج سرعة الصوت إلى انكسار موجات الصوت في اتجاه انخفاض سرعة الصوت، مما يتسبب في أن تتبع موجة الصوت مسار منحني.

## نبذة
عندما تقوم الشمس بتسخين سطح الأرض، يكون هناك انحدار سلبي في درجة الحرارة في الغلاف الجوي. تقل سرعة الصوت مع انخفاض درجة الحرارة، وهذا أيضًا يخلق تدرج سالب لسرعة الصوت. تنتقل مقدمة الموجة الصوتية بشكل أسرع بالقرب من الأرض، لذلك ينكسر الصوت لأعلى، بعيدًا عن المستمعين على الأرض، مما يخلق ظلًا صوتيًا على مسافة ما من المصدر.
يحدث التأثير المعاكس عندما تكون الأرض مغطاة بالثلج، أو في الصباح فوق الماء، عندما يكون تدرج سرعة الصوت موجب. في هذه الحالة يمكن أن تنكسر الموجات الصوتية من المستويات العليا إلى السطح.
في الصوتيات تحت الماء، تعتمد سرعة الصوت على الضغط (ومن ثم العمق) ودرجة الحرارة وملوحة مياه البحر، مما يؤدي إلى تدرجات سرعة عمودية مماثلة لتلك الموجودة في الصوتيات الجوية. ومع ذلك عندما يكون هناك انحدار لسرعة الصوت الصفري فإن قيم سرعة الصوت لها نفس «سرعة الصوت» في جميع أجزاء عمود مائي معين (لا يوجد تغيير في سرعة الصوت مع العمق). يحدث نفس التأثير في جو متساوي الحرارة مع افتراض الغاز المثالي.